# خورخه پوزا
خورخه پوزا (انگلیسی: Wang Ziwen؛ زادهٔ ۲۸ فوریهٔ ۱۹۸۷) بازیگر اهل چین است. وی از سال ۲۰۰۵ میلادی تاکنون مشغول فعالیت بوده است.
از فیلم‌ها یا برنامه‌های تلویزیونی که وی در آن نقش داشته است می‌توان به پسلرزه اشاره کرد.